# Jon Wellner
Jon Wellner est un acteur américain né le 11 juillet 1975 à Evanston, Illinois (États-Unis). Il est connu pour son rôle d'Henry Andrews dans la série télévisée Les Experts.

## Filmographie
- 2001 : Brown Eyed Girl : Baxter
- 2001 : Surviving Gilligan's Island: The Incredibly True Story of the Longest Three Hour Tour in History (TV) : Gilligan / Bob Denver
- 2002 : Walkin' Free : Johnny No Bones
- 2003 : The 24 Year-Old Virgin : Dale
- 2004 : NCIS (saison 2, épisode 20)
- 2005-2015 : Les experts (126 épisodes)
- 2006 : Grad Night : Brett Johnson